# Hangrobbanás

A Mach-kúp kialakulása (jobbra) a hangsebesség átlépésekor

A fizikában hangrobbanásnak nevezik azt az akusztikai jelenséget, amely egy gáztérben a gázra jellemző hangsebességnél gyorsabban haladó tárgy által keltett hullámok konstruktív szuperpozíciója okoz. Ilyen hatást kelt például a légkörben haladó szuperszonikus repülő, a csattanó ostor, de hasonló jelenség a villámláskor hallható égzengés is.
Analóg optikai jelenség a Cserenkov-sugárzás.

## Fizikai jellemzői
A közegbeli hullámterjedési sebességnél lassabban haladó tárgy nem kelt ilyen lökéshullámot, mert ez esetben a tárgy körül kialakuló hullámfrontok nem tudnak tartósan átfedni. Ellenben ha a tárgy sebessége eléri a hullámterjedési sebességet, akkor a hullámfrontok burkológörbéje mentén a hullámamplitúdó erősödik, homogén közeg esetén kúp alakú hullámfront alakul ki. Ezt nevezzük Mach-kúpnak.

## Repülőgép által keltett lökéshullámok

A hangrobbanás lökéshullámai a repülőgép után kúpszerűen terjednek, majd a sárga vonallal jelzett részen érik el a talajt

A szuperszonikus sebességgel haladó repülőgép kellemetlen, robbanáshoz hasonló zajt kelt, ami egymásra rakódó hanghullámokból áll.
A repülőgép valójában két hullámot kelt: a repülőgép orra összenyomja az előtte lévő levegőt (pozitív nyomás), míg a gép farka a másodperc tört része elteltével ehhez képest negatív nyomást képez.
A hangrobbanás a szuperszonikus repülés során a földfelszínen végig hallható, nem csak a hangsebesség átlépésekor.
A hangrobbanás nemcsak kellemetlen, az emberek és állatok nyugalmát zavaró jelenség, hanem anyagi károk is keletkezhetnek, például ablakok törhetnek be, épületek fala repedhet meg. Lakatlan területeken, például nemzeti parkokban sziklák elmozdulását regisztrálták hangrobbanások következtében.
A hangrobbanás erőssége függ a repülőgép repülési magasságától, térfogatától, még a mozgásától is (a sebességétől kevésbé függ). Bár a nyomáskülönbség, amit a gép kelt, a magassággal csökken, még a 16 km magasságban repülő Concorde által keltett hangrobbanás is 90 Pa nyomáskülönbséget hoz létre 0,1-0,2 s ideig.
Ha a repülőgép gyorsít vagy fordulót tesz, a lökéshullámok a földfelszín bizonyos pontjain összeadódhatnak és elérhetik a 150 Pa nyomáskülönbséget, ami az emberek számára a „kellemetlen” kategóriába tartozik.
A hangrobbanás terjedését befolyásolják az olyan légköri jellemzők, mint a szél, a turbulencia és a hőmérséklet. Az izotermikusnak tekintett sztratoszférában a hangsebesség állandónak tekinthető, a hanghullámok egyenes vonalban terjednek. Amikor azonban elérik a melegebb troposzférát, a hangsebesség megnövekszik, a hanghullámok az addig haladási irányuktól eltérnek. 1,15 Mach sebesség körül a lökéshullám frontja olyan módon hajlik el, hogy nem éri el a földfelszínt.
Érdekesség, hogy mivel a hanghullámok a légkörben felfelé is haladnak, egy hőmérsékleti inverziós rétegen visszaverődhetnek a felszín felé, másodlagos hangrobbanást keltve.
A Concorde repülési útvonalát úgy tervezték meg, hogy szuperszonikus sebességgel csak a tengerek vagy lakatlan területek felett haladhatott, lakott területek fölött szubszonikus (hangsebesség alatti) sebességgel kellett haladnia. Akkoriban kutatások kezdődtek a hangrobbanás mértékének csökkentésére, az elfogadhatónak tartott 25-50 Pa nyomástartományig, de érdemleges haladást nem sikerült elérni.